# سومیتومو پرسیشن
سومیتومو پرسیشن (انگلیسی: Sumitomo Precision) شرکت فناوری اطلاعات ژاپنی است، که در سال ۱۹۶۱ تأسیس شد.